# Marie Louise Frederika van Mecklenburg-Schwerin

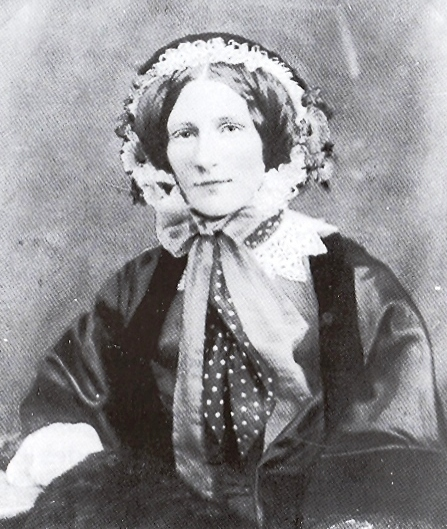
Foto van Marie van Mecklenburg-Schwerin.

Marie Louise Frederika van Mecklenburg-Schwerin (Ludwigslust, 31 maart 1803 - Meiningen, 26 oktober 1862) was van 1848 tot 1853 hertogin van Saksen-Altenburg. Ze behoorde tot het huis Mecklenburg.

## Levensloop
Marie was een dochter van erfgroothertog Frederik Lodewijk van Mecklenburg-Schwerin uit diens eerste huwelijk met Helena Paulowna, dochter van tsaar Paul I van Rusland.
Op 7 oktober 1825 huwde ze in Ludwigslust met prins George van Saksen-Hildburghausen (1796-1853). Na het huwelijk nam het echtpaar zijn intrek in het Slot Charlottenburg in Hildburghausen. Een jaar later werd Georges vader Frederik hertog van Saksen-Altenburg. George en Marie bleven nog tot in 1829 in Hildburghausen en daarna verhuisden ze naar het Slot Christiansburg in Eisenberg.
In 1848 werd haar echtgenoot hertog van Saksen-Altenburg, nadat diens broer Jozef wegens de onrust tijdens de Duitse Revolutie van 1848-1849 was afgetreden. Vervolgens vestigde het echtpaar zich in Altenburg, alwaar ze een vrouwenvereniging, arbeidsschool en een evangelisch-luthers missiemaatschappij stichtte. Na de dood van haar echtgenoot in 1853 bleef Marie in Altenburg wonen. Ze stierf in oktober 1862 op 59-jarige leeftijd in Meiningen.

## Huwelijken en nakomelingen
Marie en haar echtgenoot George kregen drie zonen:
- Ernst I (1826-1908), hertog van Saksen-Altenburg
- Albrecht (1827-1835)
- Maurits (1829-1907), generaal in het Pruisische leger